# Лисецька Євгенія Сергіївна
Лисецька Євгенія Сергіївна (нар. 30 серпня 1962 — †2 квітня 2017, Київ, Україна) — радянський і український художник кіно, художник-постановник.

## Біографія
Євгенія Лисецька народилася в родині кінооператора і педагога Сергія Лисецького. Мати кінооператора Андрія Лисецького.
Закінчила Київський державний художній інститут (1986).
З початку 90-х років — художник-постановник кіно- та телефільмів.
Викладала у Київському національному університеті театру, кіно і телебачення імені І.К. Карпенка-Карого.
Була членом Національної спілки кінематографістів України.
Пішла із життя 2 квітня 2017 року після важкої хвороби.

## Фільмографія
- «Смиренне кладовище» (1989, художник-декоратор)
- «Дамський кравець» (1990, художник)

Художник-постановник:
- «Кілька любовних історій» (1994, реж. А. Бенкендорф)
- «Шум вітру» (2002, реж. С. Маслобойщиков)
- «Завтра буде завтра» (2003, міні-серіал, реж. О. Дем'яненко, В. Тименко)
- «Ігри дорослих дівчат» (2004, реж. С. Лялін)
- «Небо в горошок» (2004, реж. В. Балкашинов)
- «Міф про ідеального чоловіка. Детектив від Тетяни Устинової» (2005, А. Матешко)
- «Новорічний кілер» (2005, реж. Галина Шигаєва)
- «Цілують завжди не тих» (2005, реж. Д. Томашпольський)
- «Подруга особливого призначення» (2005, А. Матешко)
- «Таксі для ангела» (2006, реж. А. Матешко)
- «Дурдом» (2006, міні-серіал, реж. А. Матешко)
- «Битви сонечок» (2006, 4 с., реж. А. Матешко)
- «Про це краще не знати» (2006, реж. Д. Томашпольський)
- «Луна-Одеса» (2007, реж. А. Матешко)
- «Давай пограємо!» (2007, реж. О. Ітигілов-молод.)
- «Вона сказала „Так“» (2007, реж. А. Праченко)
- «Тато напрокат» (2008, реж. А. Литвиненко)
- «Нічна зміна» (2008, Росія—Україна, не був завершений)
- «Право на Надію» (2008, реж. Т. Ткаченко)
- «Тринадцять місяців» (2008, реж. І. Ноябрьов)
- «Повернення блудного батька» (2009, реж. І. Ноябрьов)
- «Сільський романс» (2009, т/с, 4 с, реж. Г. Гресь)
- «Пастка» (2009, т/с, реж. С. Лисенко)
- «Індійське кіно» (2009, реж. І. Ноябрьов)
- «Посміхнися, коли плачуть зірки» (2010, реж. Маргарита Красавіна)
- «Кульбаба» (2011, реж. Г. Кувівчак-Сахно)
- «Биття серця» (2011, т/с, реж. С. Лисенко)
- «Нюхач» (2013, т/с, реж. А. Литвиненко)
- «Полонянка» (2013, реж. В. Лерт)
- «Припутні» (2017) та ін.